# Теория насилия
Теория насилия — одна из распространённых теорий происхождения государства и права. Наиболее видные её сторонники — немецкий философ и экономист Евгений Дюринг (1833—1921), польский социолог и государствовед Людвиг Гумплович (1838—1909), Карл Каутский (1854—1938) и другие. Основной принцип теории насилия заключается в том, что главная причина возникновения государства и права лежит не в социально-экономическом развитии общества и возникновении классов, а в завоевании, насилии, порабощении одних племён другими (то есть связана с факторами военно-политического характера).
Первоначальный фактор возникновения государства следует искать в непосредственной политической силе. 
К. Каутский пытался доказать, что при дальнейшем развитии общества государство трансформируется в инструмент всеобщей гармонии, в орган защиты и обеспечения всеобщего блага как сильных, так и слабых. 
Теория насилия была воспринята нацистской Германией в качестве официальной идеологии.
Отвергать полностью теорию насилия нельзя не только из формальных соображений, но и на основании исторического опыта, который подтверждает, что завоевание одних народов другими являлось реальным фактором существования государственности исторически длительное время (например, Золотая Орда). Элементы насилия, как внутреннего, так и внешнего, объективно присутствовали и сопровождали процесс образования любого государства (римское, древнегерманское государство, Киевская Русь). В более позднее время непосредственное насилие сыграло решающую роль в образовании американского государства. Ясно[кому?], что эти реальные факты исторической действительности лишь частично подтверждают истинность теории насилия, но не позволяют игнорировать её научные положения.